# Juan de Cárcer
Juan de Cárcer y Disdier (Malaga, 1892 – ottobre 1962) è stato un allenatore di calcio e calciatore spagnolo. È stato il secondo allenatore del Real Madrid.

## Carriera
Tra il 1916 e il 1919 ha giocato come portiere per l'Athletic Club de Madrid.
Cárcer allenò il Real Madrid dal 1920 al 1926 senza riuscire a vincere nessun trofeo nazionale, ma solo quattro campionati regionali.